# Guillén de Holanda

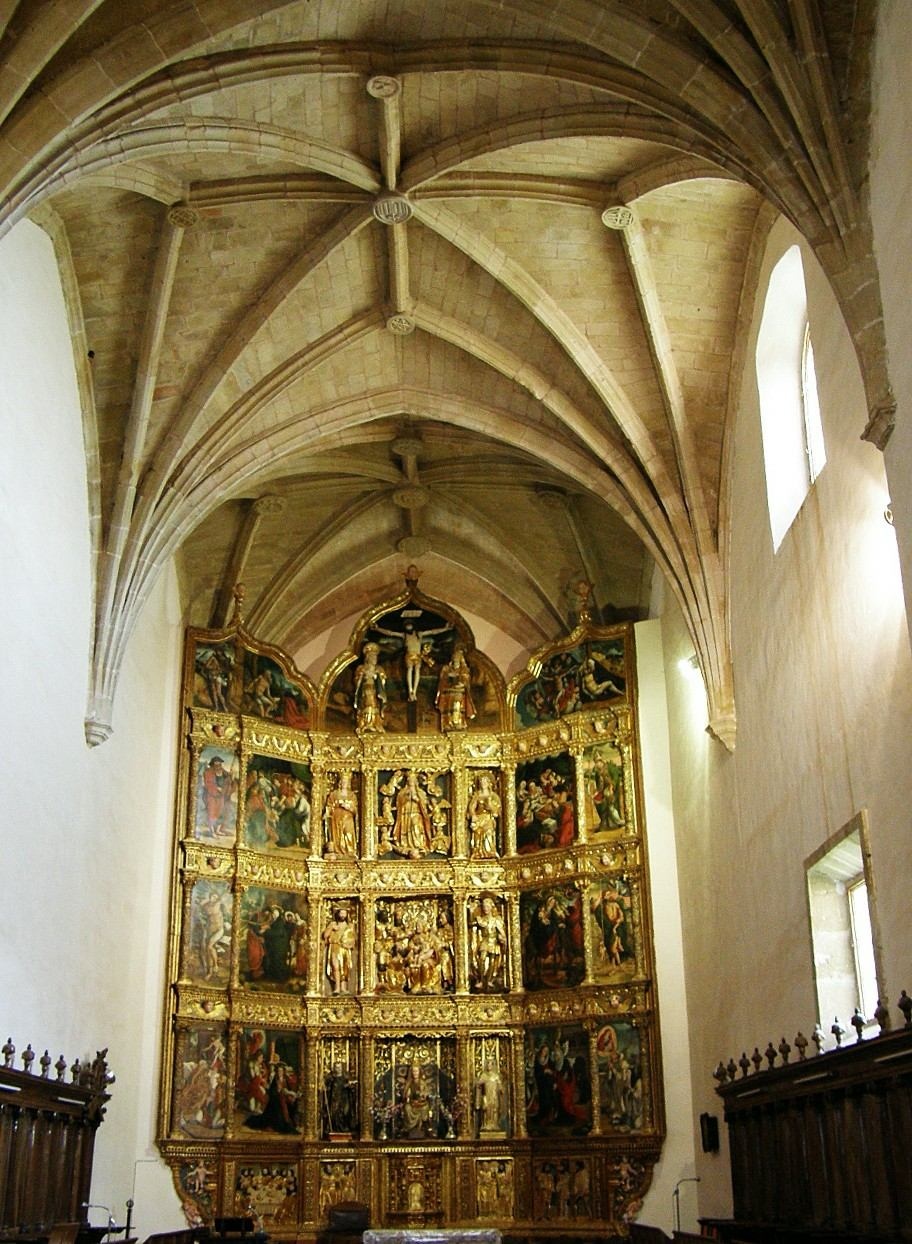
Retablo del monasterio de Cañas realizado por Guillén de Holanda la parte escultórica y por Andrés de Melgar la pintura.

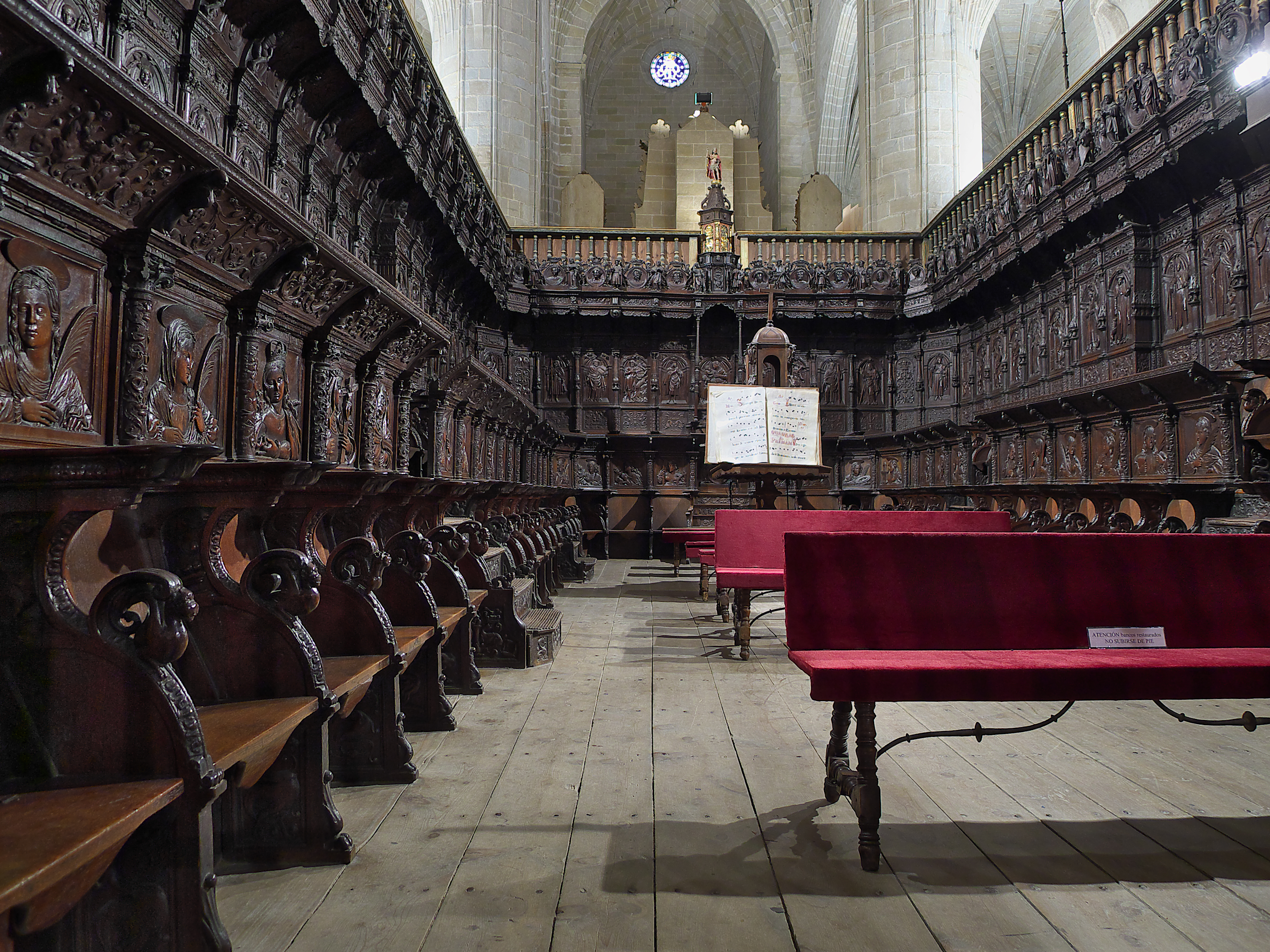
Catedral de Calahorra. Coro

Guillen de Holanda fue un escultor entallador del siglo XVI durante el periodo del renacimiento. De origen incierto, su trabajo lo realizó en España y siempre en colaboración con otros artistas. Las imágenes que talló son reconocibles por unos volúmenes muy compactos y unos amplios y marcados pliegues.

## Obras
- El cabildo de la catedral de Santo Domingo de la Calzada, encargó a Guillen que hiciese una muestra de una silla para el coro, para comprobar la calidad de su trabajo, el entallador realizó la muestra de un respaldo alto y otro bajo, siendo del agrado de los comitentes que le encargaron el tallado de los sitiales así como del coronamiento del coro; aunque aclararon en el contrato del 26 de agosto de 1521:

...a condición de estar supeditado a las órdenes del maestro Andrés de Nájera.

Había una orden en la que específicamente se detallaba que la composición, dirección e inspección de la obra, debía ser verificada tres veces al año por el maestro Nájera. Por lo que se supone que las trazas y quizás alguna parte escultórica fue ejecutada por Andrés de Nájera. Esta obra guarda una relación con la sillería de la iglesia del monasterio de San Benito el Real de Valladolid, donde la traza también fue realizada por Nájera.
- El retablo mayor del siglo XVI encargado por la abadesa  Leonor de Osorio (1523-1570) para el Monasterio de Santa María del Salvador de la población de Cañas a los artistas, Andrés de Melgar que realizó los tableros pintados y a Guillén de Holanda que se encargó de la parte escultórica.
- Sillería del coro bajo del monasterio de San Benito el Real de Valladolid, donde colaboró con Andrés de Nájera y fue terminada en el año 1528. Se conserva en el Museo Nacional  de Escultura.[2]
- En la Catedral de Pamplona  la obra de la sillería del coro se encargó en 1539 al escultor Esteban de Obray,  el cual requirió la labor de otros maestros para su realización, entre ellos contrató a Guillén de Holanda, el cual ejecutó los tableros correspondientes a San Judas, San Juan, San Lorenzo, San Agustín, San Gregorio, Santiago el Menor, San Pablo y San Matías dado el gran parecido de estos relieves con los que talló en la también sillería de la Catedral de Calahorra.
- Más tarde en el año 1548 el cabildo de la catedral de Sevilla le encargó las puertas de la sacristía mayor, donde realizó unas representaciones de los evangelistas y en la parte superior, también en relieve La muerte de Abel. Para esta sacristía realizó una cajonería de tres metros de altura y que ocupa dos paños de pared, que según descripción de Ceán Bermúdez, tiene una excelente labor de tallado en adornos propios del renacimiento en todos los frentes de los cajones.[3]